# E. T. A. Hoffmann (Bergengruen)
E. T. A. Hoffmann ist eine Biografie von Werner Bergengruen, die 1939 in Stuttgart erschien. Der schmale Band ist eine Huldigung des Balten Bergengruen für den Landsmann E. T. A. Hoffmann.

## Inhalt

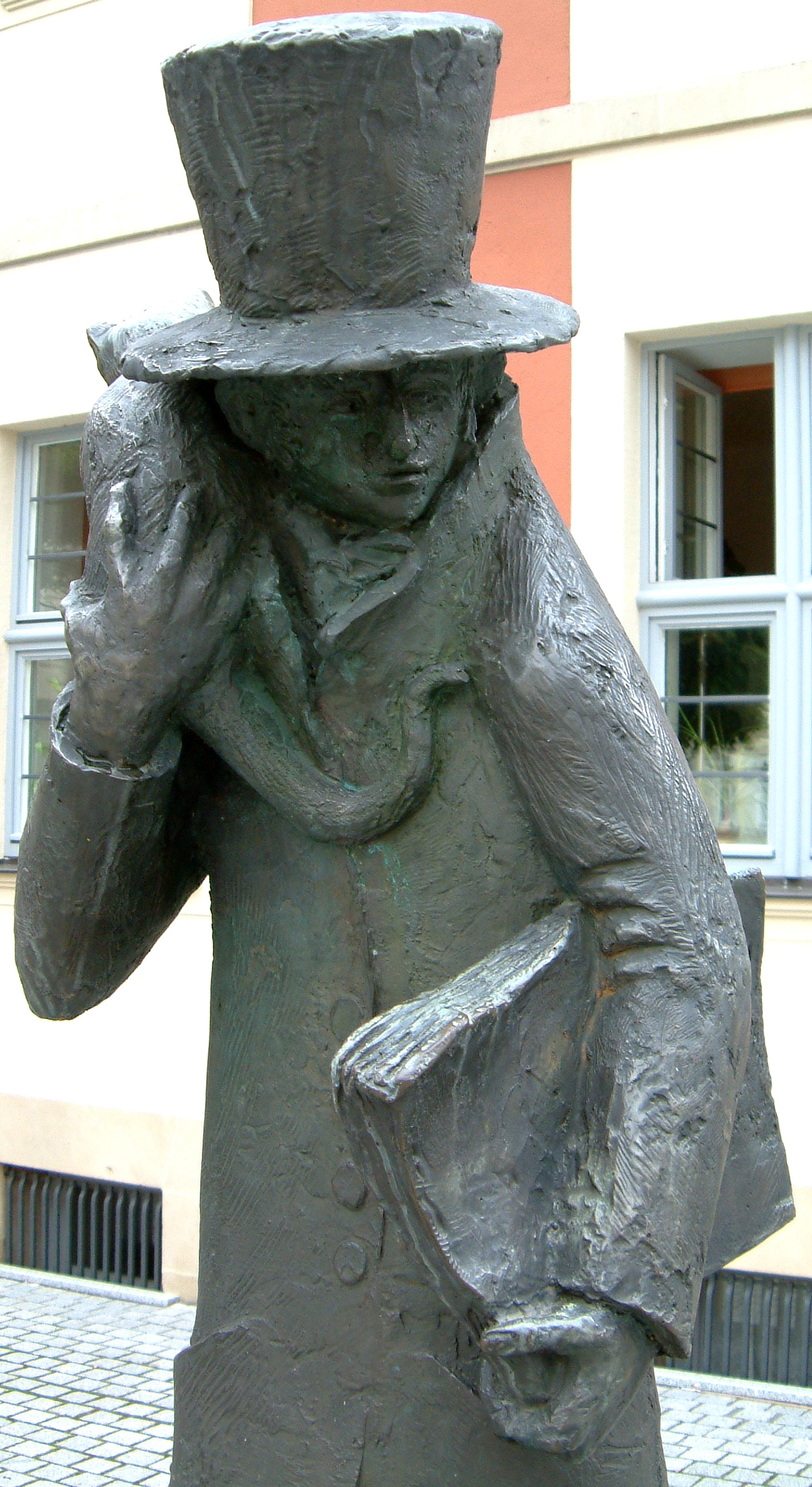
Bamberg: E.T.A.-Hoffmann-Plastik vor dem gleichnamigen Theater am Schillerplatz

Den Lebensweg E. T. A. Hoffmanns, am 24. Januar 1776 in Königsberg angetreten, spiegeln die Kapitel-Überschriften der Biografie wider:
Königsberg,
Glogau und Berlin,
Die Jahre in Polen,
Zum zweiten Mal in Berlin,
Bamberg,
Dresden und Leipzig sowie
Die letzte Berliner Zeit.
Hoffmann trat besonders in seinen letzten Lebensjahren als Prosaautor hervor. Zuvor war der gelernte Jurist zugleich als Maler, Komponist und Theaterschaffender erfolgreich. Zum Beispiel vertonte er Goethes Libretto Scherz, List und Rache.
Bergengruen präsentiert etliche Bezüge von Hoffmanns Werken zu den darin „eingeflossenen“ Personen. Im Kater Murr begegnet dem Leser Sophie Doerffer, eine Schwester der Mutter Hoffmanns, als Tante Füßchen. Die minderjährige Julia Marc aus Bamberg, von Hoffmann zum Leidwesen seiner Gattin abgöttisch geliebt, tritt im Kater ebenfalls auf. In der Erzählung Das Majorat ist ein Bild des Justizrats Voeteri, eines Bruders der Großmutter, gezeichnet. Aus der Glogauer Zeit hat etwas von dem Dämonischen des in Rom ausgebildeten Malers Molinari in die Novelle Die Jesuitenkirche in G. Eingang gefunden. Ein wenig vom Zauber Danzigs ist in der Novelle Der Artushof eingefangen. In der Erzählung Ritter Gluck wird in die Abgründe eines Musikers geschaut. Ein Bamberger Kapuzinerkloster trägt zum Kolorit in den Elixieren des Teufels bei.
Liebenswertes dominiert in dem Büchlein: Der Jugendliche Hoffmann meidet in Königsberg den gut besuchten Hörsaal Kants. Nach der Karnevalskatastrophe wird der junge Jurist nach Plock strafversetzt. Das Ehepaar Hoffmann nennt seine erste Tochter Cäcilia – nach der Schutzheiligen der Musik. Hoffmann heißt eigentlich E. T. W. und nicht E. T. A. Aus dem Wilhelm macht er „aus Versehen“ einen Amadeus – ebenfalls aus Liebe zu den Göttern der Musik.
Doch Hoffmann ist auch ein Freund des Weines. Hoffmann, von kleiner Statur, zartem Gliederbau und gelblich-blasser Gesichtsfarbe, leidet an Magenschmerzen und Kopfweh. Hoffmann verkauft den alten Rock, nur, um fressen zu können. Und die Kanonenkugeln fliegen: Hoffmann sieht sich in Dresden mitten im Kampfgetümmel, als es gegen Napoleon geht und schreibt – wenig beeindruckt vom Kanonendonner – am Goldenen Topf. Vom preußischen Staat am 1. Oktober 1814 doch noch zum Kammergerichtsrat ernannt, bringt Hoffmann in Berlin in seinen letzten Jahren trotz Krankheit Dinge von reinem Ebenmaß, wie den Meister Martin, zustande. Der Schwerkranke stirbt am 25. Juni 1822 nach den schlimmsten Qualen.